# Sambú
Sambú è un comune (corregimiento) della Repubblica di Panama situato nel distretto di Chepigana, provincia di Darién. Si estende su una superficie di 38,8 km² e conta una popolazione di 931 abitanti (censimento 2010).